# 行動嗜癖
行動嗜癖（こうどうしへき、Behavioral addiction）、プロセス嗜癖（process addiction）、過程嗜癖（かていしへき））とは、 嗜癖の一形態であり、当人の身体的、精神的、社会的、金銭的な幸福に対してネガティブな結果を招くにもかかわらず、報酬刺激をもたらす非薬物関連行動へ強迫的に従事している状態。自然報酬（natural reward）とも呼ばれている。これにはΔFosB という転写因子が関与することが判明しており、行動と薬物の両方の嗜癖に関与する共通因子であって、報酬系における神経適応セットに関連するとされている。

## 精神医学的分類
現在の診断モデルにおいては、行動嗜癖の臨床現場での診断に必要な基準は作成されていない。DSM-5においては新しい分類として行動嗜癖を追加しようと提案されているが、現在含まれているのはギャンブル障害のみである。オンラインゲーム嗜癖は、今後の研究課題として付録に加えられた。
行動嗜癖は衝動制御障害と呼ばれることもあり、治療可能な嗜癖の形態としてますます認識されている。
嗜癖性ありとして特定されている過剰行動には、ギャンブル、摂食、性交、ポルノ、パソコン、ビデオゲーム、インターネット、エクササイズ、買い物がある。

## 治療
行動嗜癖は治療可能な状態である。治療手法には心理療法、薬物療法、またはその組み合わせが行われ、一般的なのは認知行動療法（CBT）である。CBTは強迫的行動を引き起こすパターンを特定し、より健康的な行動を促進するためにライフスタイルの変更を行うことに焦点を当てている。行動嗜癖の治療のために承認された薬物は現在のところ存在しないが、物質依存の治療に使用されるいくつかの薬物は、ある種の行動嗜癖にも有益であり得る